# Sonny Boy
Sonny Boy (яп. サニーボーイ, Sanī Bōi) — оригінальний японський аніме-серіал, створений студією Madhouse, сценаристом і режисером якого є Шінґо Нацуме. Історія розповідає про групу учнів середньої школи, які переносяться в альтернативний вимір, де отримують нові здібності. У пошуках шляху додому вони розгадують таємниці нового світу, і між ними виникають конфлікти. Серіал виходив з липня по жовтень 2021 року.
Sonny Boy використовує нетрадиційну оповідь, час від часу оминаючи головні події, а натомість зосереджуючись на реакції різних персонажів на ці події. Попри елементи фентезі, серіал насамперед присвячений дослідженню психологічних тем, таких як ідентичність, соціальні очікування, свобода та самотність. Серіал увійшов до кількох списків найкращих аніме 2021 року, його високо оцінили за якість виробництва, анімації та оригінальність візуального ряду.

## Сюжет
Посеред нескінченного, здавалося б, дня літніх канікул учень третього класу середньої школи Наґара та його клас, разом із переведеною ученицею Нодзомі та відстороненою і загадковою Мідзухо, раптово переносяться в альтернативний вимір. Група виявляє, що новий світ має свій власний набір правил і закони фізики. Намагаючись повернутися додому, вони усвідомлюють, що мають індивідуальні надприродні здібності. Надані самі собі, одні підлітки радіють отриманим силам, інші влаштовують заворушення, а треті борються за місце лідера і намагаються встановити правила.
Згодом через внутрішні конфлікти клас розділився на дві групи. Коли обидві групи продовжують подорож, щоб знайти дорогу додому, вони виявляють інших учнів, які провели тисячі років в подібних світах.

## Персонажі
Наґара (яп. 長良)
Сейю: Ічікава Аой (оригінал), Дерік Сноу (англійський дубляж)
Учень середніх класів, замкнутий у собі. Має проблеми у стосунках з родичами, відсторонений від однокласників, ставиться до них холодно. Спочатку показано, що він не має ніяких здібностей.
Нодзомі (яп. 希)
Сейю: Оніші Саорі (оригінал), Люсі Крістіан (англійський дубляж)
Таємнича переведена учениця з Берліна, яку Наґара бачив під стелею школи, розриває на шматки якісь підручники. Вона стоїть на своєму, попри складні обставини. Потрапивши у дрейф, вона отримує надздібність «компас», що дозволяє їй бачити світло на відстані, яке ніхто інший не здатен сприйняти.
Мідзухо (яп. 瑞穂)
Сейю: Аой Юкі (оригінал), Тіа Баллард (англійський дубляж)
Учениця, яка носить у сумці бабусиних котів Тору, Гена і Сакуру. Вона дотримується позиції «йти у власному темпі» і чесна щодо своїх почуттів. Вона прагне ізолювати себе, щоб уникнути впливу обставин, які її оточують. Вона володіє суперсилою «нямазон», завдяки якій три її коти можуть принести їй будь-який предмет, який вона забажає. Маючи силу, необхідну для виживання, інші учні починають покладатися на неї, що дуже дратує її.
Асакадзе (яп. 朝風)
Сейю: Кобаяші Чіакі (оригінал), Даман Міллс (англійський дубляж)
Бунтівний учень, який не любить авторитетів. Він виступив проти членів учнівської ради, які намагалися його контролювати, розпочавши суперечку. Його сила дозволяє йому контролювати гравітацію, і він неодноразово допомагає Наґарі та компанії в небезпечних ситуаціях.
Радждані (яп. ラジダニ)
Сейю: Ґото Хірокі (оригінал), Сіддгартга Міньяс (англійський дубляж)
Дуже розумний і екзотичний учень, який після того, як потрапив у дрейф, з цікавістю наближається до нових вимірів і зосереджує свої зусилля на з'ясуванні таємниць альтернативного світу. Він здобуває силу «Кишенькового комп'ютера», який дозволяє йому створювати об'єкти за допомогою комп'ютерних програм.
Хоші (яп. 明星)
Сейю: Найто Амі (оригінал), Рай Маккінд (англійський дубляж)
Народившись із родимкою у формі зірки під лівим оком, він має миле личко, що контрастує з його зрілим характером. Після того, як потрапив у дрифт разом з іншими, він починає діяти за лаштунками, роблячи такі речі, як підбурювання Кепа до того, щоб стати лідером учнів. Він отримує силу «Надія», яка дозволяє йому матеріалізувати образи.
Поні (яп. ポニー)
Сейю: Сато Хана (оригінал), Лорен Ланда (англійський дубляж)
Президентка учнівської ради, вона небагатослівна і завжди має холодний вираз обличчя. Вона тісно співпрацює з Хоші, щоб організувати учнів. Вона отримує силу «Перемикач», яка дозволяє їй змушувати речі, до яких вона торкається, мінятися місцями.
Кеп (яп. キャップ)
Сейю: Уеда Йоджі (оригінал), Патрік Сейц (англійський дубляж)
Кремезний учень, який завжди носить фірмову бейсболку. Попри те, що в ході подій його обрали лідером, насправді він є боязкою і лагідною людиною. Був товаришем Наґари по бейсбольній команді. Він отримує здатність «Універсальна клубна кімната», яка дозволяє йому створювати різноманітні речі, концентруючись на порожній кімнаті.
Хаято (яп. はやと)
Сейю: Ямамото Шьота (оригінал), Девід Матранга (англійський дубляж)
Легка у спілкуванні людина, він один з небагатьох близьких друзів Наґари. На прохання Хоші він склав список здібностей кожного з них у блокноті. Після того, як він потрапив у дрейф, він отримує здатність «ET», яка дозволяє йому вмикати невелике світло у вказівному пальці.
Шанхай (яп. 上海)
Сейю: Оґіно Кана
Переведена учениця з-за кордону, вона розмовляє шанхайською. Належить до крутої групи. Вона набуває здатності контролювати електромагнетизм.
Коссецу (яп. 骨折)
Сейю: Юка Одзакі
Учениця зі зламаною лівою рукою. У 10-й серії вона стає оповідачем і розповідає, що симулювала свою здатність приклеювати предмети до тіла. Її справжньою здатністю є «Монолог», який дозволяє їй чути голоси чужих сердець. Вона закохана в Асакадзе і часто супроводжує його, але він бачить у ній лише дівчину на побігеньках. Незважаючи на це, вона використовує свої здібності, щоб підтримувати бажану для нього поведінку. Згідно з листом Нодзомі, її справжнє ім'я — Цубаса.

## Випуск
Аніме-телесеріал анонсували 28 квітня 2021 року. Серіал анімувала студія Madhouse, сценаристом і режисером став Шінґо Нацуме, а оригінальні дизайни персонажів надали Хісаші Еґучі та Норіфумі Куґай. Хоча перша серія вийшла на екрани 19 червня 2021 року, серіал офіційно транслювався з 16 липня по 1 жовтня 2021 року на Tokyo MX та інших каналах.

### Список серій
| № серії | Назва серії | Режисер(и)                 | Сценарист(и) | Розкадрування     | Оригінальна дата показу |
| ------- | --- | -------------------------- | ------------ | ----------------- | ----------------------- |
| 1       | «Острів наприкінці літа» Транслітерація: «Natsu no Hate no Shima» (яп. 夏の果ての島)                                                            | Шінґо Нацуме               | Шінґо Нацуме | Шінґо Нацуме      | 16 липня 2021           |
| 2       | «Прибульці!» Транслітерація: «Eirianzu» (яп. エイリアンズ)                                                                                      | Томоя Кітаґава             | Шінґо Нацуме | Шінґо Нацуме      | 23 липня 2021           |
| 3       | «Кіт, який носив сандалі» Транслітерація: «Geta o Haita Neko» (яп. 下駄を履いたネコ)                                                            | Кеїчіро Сайто              | Шінґо Нацуме | Кеїчіро Сайто     | 30 липня 2021           |
| 4       | «Великий мавпячий бейсбол» Транслітерація: «Idainaru Monkī Bēsubōru» (яп. 偉大なるモンキー・ベースボール)                                       | Іму Ґахі                   | Шінґо Нацуме | Йошіякі Каваджірі | 6 серпня 2021           |
| 5       | «Стрибок по класах» Транслітерація: «Tobu Kyōshitsu» (яп. 跳ぶ教室)                                                                             | Рей Ішікура                | Шінґо Нацуме | Шінґо Нацуме      | 13 серпня 2021          |
| 6       | «Довге прощання» Транслітерація: «Nagai Sayonara» (яп. 長いさよなら)                                                                            | Томоя Кітаґава             | Шінґо Нацуме | Шінґо Нацуме      | 20 серпня 2021          |
| 7       | «Дорожня книга» Транслітерація: «Rōdo Bukku» (яп. ロード・ブック)                                                                               | Кенто Мацуі                | Шінґо Нацуме | Йошіякі Каваджірі | 27 серпня 2021          |
| 8       | «Собака, що сміється» Транслітерація: «Warai Inu» (яп. 笑い犬)                                                                                  | Кеїчіро Сайто              | Шінґо Нацуме | Кеїчіро Сайто     | 3 вересня 2021          |
| 9       | «У цьому лососевому чадзуке не вистачає лосося нья» Транслітерація: «Kono Sake Chazuke, Sake Wasureteru Nya» (яп. この鮭茶漬け、鮭忘れてるニャ) | Ацуші Кашіва               | Шінґо Нацуме | Кейсуке Коджіма   | 10 вересня 2021         |
| 10      | «Літо і Демон» Транслітерація: «Natsu to Shura» (яп. 夏と修羅)                                                                                  | Томоя Кітаґава Кенто Мацуі | Шінґо Нацуме | Шінґо Нацуме      | 17 вересня 2021         |
| 11      | «Юнак і Море» Транслітерація: «Shōnen to Umi» (яп. 少年と海)                                                                                    | Нічіка Оно                 | Шінґо Нацуме | Норіфумі Куґаі    | 24 вересня 2021         |
| 12      | «Дворічна відпустка» Транслітерація: «Ni Nenkan no Kyūka» (яп. 二年間の休暇)                                                                    | Шінґо Нацуме               | Шінґо Нацуме | Шінґо Нацуме      | 1 жовтня 2021           |

## Виробництво

### Передісторія та персонал

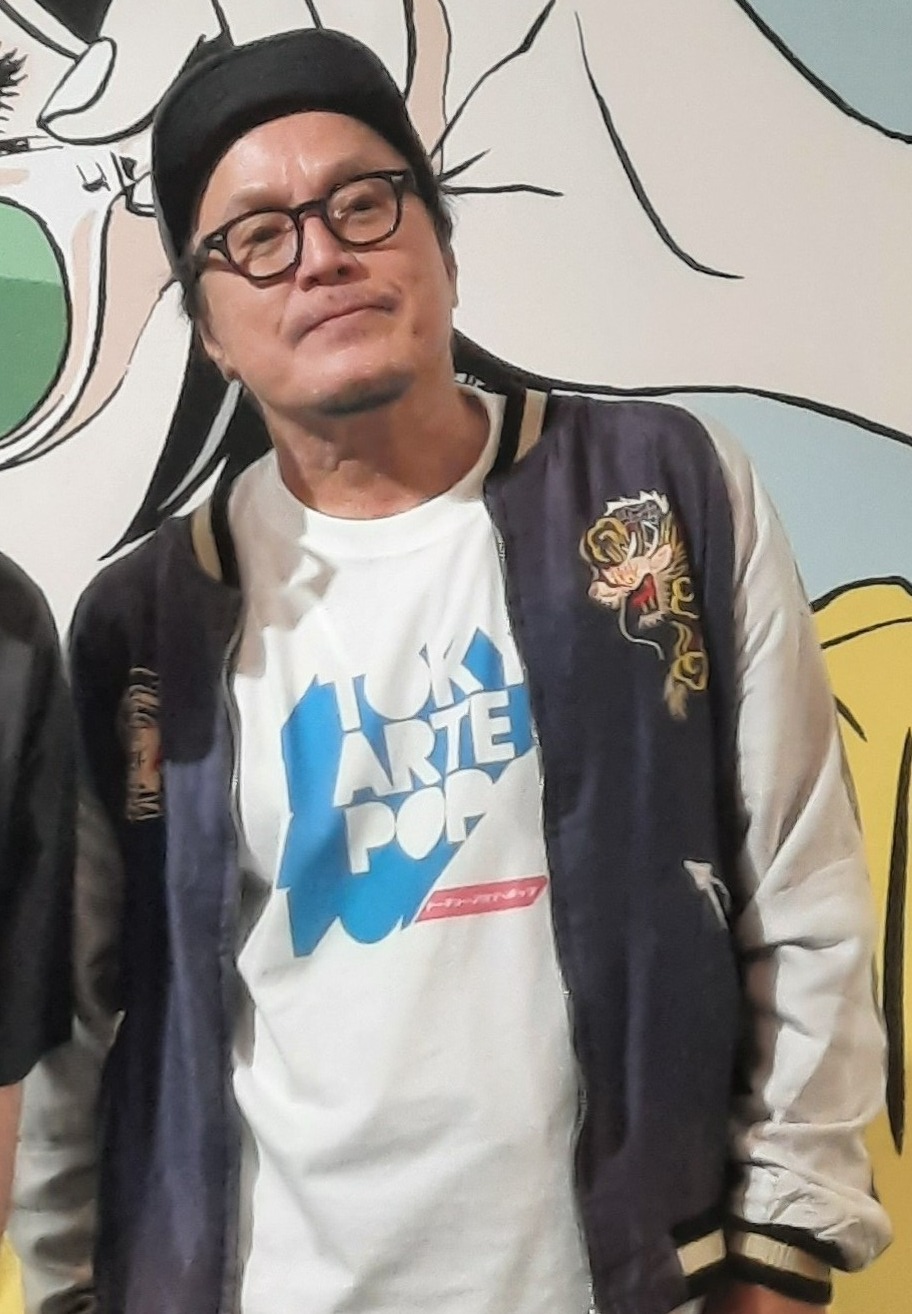
Режисер Шінґо Нацуме обрав Хісаші Еґучі для створення персонажів, ґрунтуючись на давньому захопленні його роботами

Продюсер Мотокі Мукаічі зустрічався з Нацуме раніше під час роботи над Space Dandy, і він вирішив запропонувати Нацуме можливість створити оригінальний серіал про що завгодно, зробивши лише мінімальні зауваження, такі як постійне використання кліффхенгерів, таким чином надавши йому велику творчу свободу для створення Sonny Boy і можливість обирати людей для своєї команди. Арт-директор Марі Фуджіно вирішила використати традиційно намальовані фони та декорації, надихаючись такими художниками, як Анрі Руссо, і постійно використовуючи додаткові кольори, які, на її думку, відповідали манері Нацуме. Нацуме обрав Еґучі дизайнером персонажів для Sonny Boy, тому що був давнім фанатом його творчості, і віддав належне Еґучі в серіалі, відсилаючи до його манґи Stop!! Hibari-kun!, яку в якийсь момент читає персонаж Мідзухо.

### Сценарій
Нацуме написав сценарії до всіх серій, а також зробив розкадровки до половини всіх серій. Він каже, що «намагався втиснути все, що хотів висловити, не стримуючись», користуючись свободою, яку йому надали при створенні аніме. Примітно, що в серіалі дуже мало монологів, що може здатися незвичним для інтроспективної історії, в якій герої досліджують свої емоції. Це навмисно, як пояснює Нацуме в інтерв'ю:
На початковому етапі я взяв собі за правило, що не буду залучати нікого, хто б говорив монологами. Я відчув, що останнім часом персонажі схильні говорити в монологах все, що в них на думці, або що вони збираються робити далі, і я не думаю, що це дуже цікаво для перегляду. Оскільки це мав бути мій власний оригінальний серіал, я хотів покінчити з цим, тож встановив для себе таке правило. Тепер, коли немає монологів, неминуче, що глядач може зрозуміти, що переживає персонаж емоційно, лише спостерігаючи за його діями. І виникає якась... Як би це сказати? В результаті я створив якусь внутрішню граматику, можна сказати, візуальну граматику.

### Музика

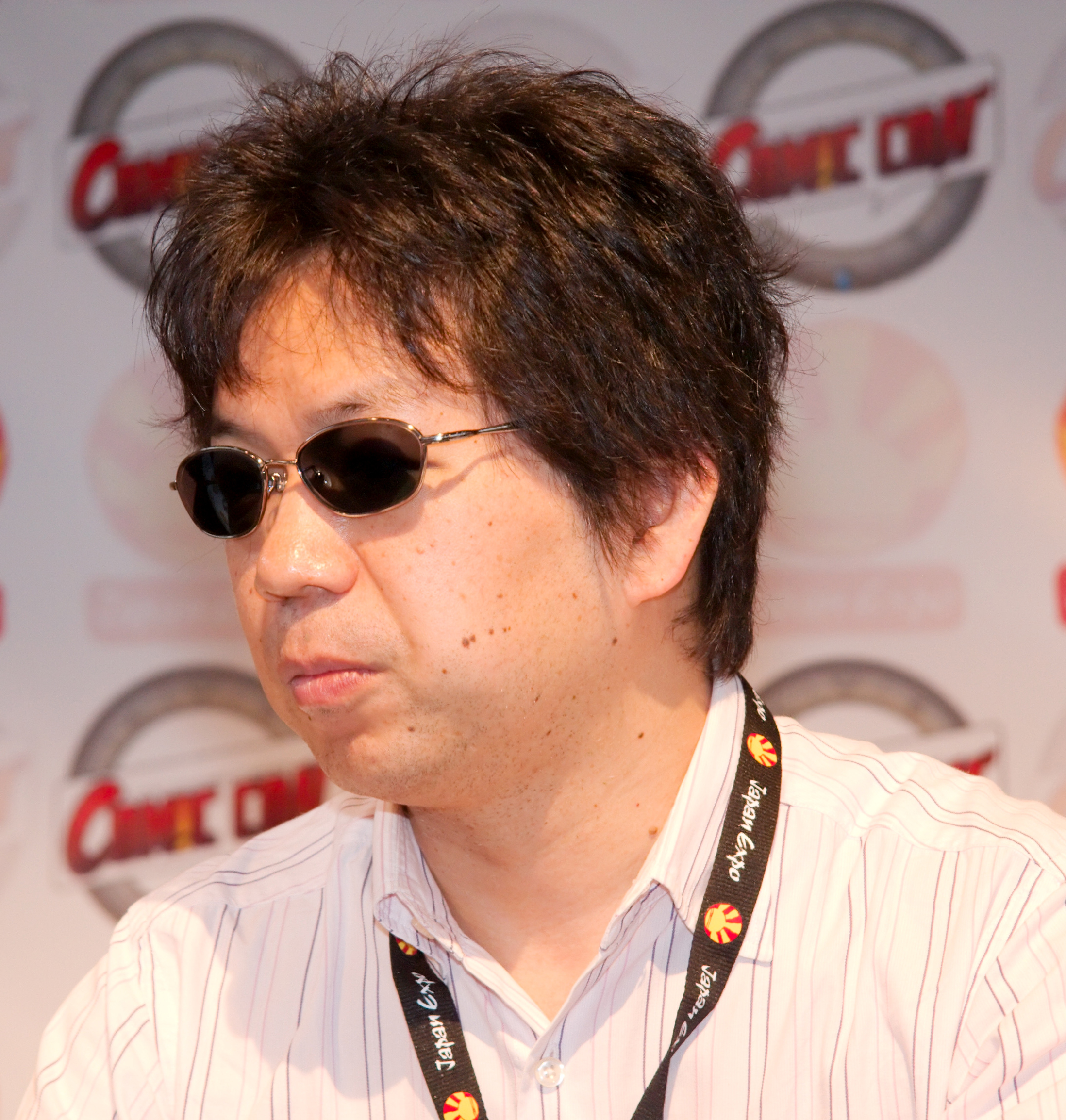
Шінічіро Ватанабе, відомий своїм виразним використанням музики у своїх роботах, був музичним консультантом Sonny Boy

Нацуме вирішив запросити Шінічіро Ватанабе як музичного радника для серіалу. Ватанабе представив виконавців і гурти, які, на його думку, мали відповідний стиль для аніме, але він пояснює, що саме Нацуме вирішував, які з них включити до саундтреку. Ging Nang Boyz виконали головну пісню серіалу «Shōnen Shōjo». Sunset Rollercoaster, VIDEOTAPEMUSIC, The Natsuyasumi Band, Ogawa & Tokoro, Mid-Air Thief, Kaneyorimasaru, toe і Conisch також надали додаткові оригінальні пісні, створені виключно для аніме.
Саундтрек до Sonny Boy вийшов 8 вересня 2021 року.
| #     | Назва                                                                   | Автор слів      | Автор музики                       | Артист               | Тривалість |
| ----- | ----------------------------------------------------------------------- | --------------- | ---------------------------------- | -------------------- | ---------- |
| 1.    | «Boy Meets Girl (яп. 少年少女, Shōnen Shōjo)» (TV version)              | Kazunobu Mineta | Mineta                             | Ging Nang Boyz       | 1:34       |
| 2.    | «Broken Windows»                                                        |                 | Kuo-Hung Tseng, Jewell Fortenberry | Sunset Rollercoaster | 1:42       |
| 3.    | «Seagull»                                                               |                 | Tseng, Jewell Fortenberry          | Sunset Rollercoaster | 2:33       |
| 4.    | «Summer Storm»                                                          |                 | Videotapemusic                     | Videotapemusic       | 3:10       |
| 5.    | «Tune from diamond»                                                     |                 | MC.sirafu                          | The Natsuyasumi Band | 4:36       |
| 6.    | «Yozuri (яп. 夜釣り)»                                                   |                 | mitsume                            | mitsume              | 3:13       |
| 7.    | «Let There Be Light Again»                                              | Tseng           | Tseng                              | Sunset Rollercoaster | 3:47       |
| 8.    | «Beacon»                                                                |                 | Ogawa & Tokoro                     | Ogawa & Tokoro       | 2:50       |
| 9.    | «Yamabiko’s Theme»                                                      |                 | Mid-Air Thief                      | Mid-Air Thief        | 10:35      |
| 10.   | «Kodama’s Theme»                                                        |                 | Mid-Air Thief                      | Mid-Air Thief        | 3:20       |
| 11.   | «Soft Oversight»                                                        |                 | Ogawa & Tokoro                     | Ogawa & Tokoro       | 1:44       |
| 12.   | «Sō to Seiji (яп. ソウとセイジ)»                                        |                 | mitsume                            | mitsume              | 4:10       |
| 13.   | «Kyō no Uta (яп. 今日の歌)»                                             | Mina Chitose    | Chitose                            | kaneyorimasaru       | 3:56       |
| 14.   | «Lightship»                                                             | Risa Nakagawa   | Nakagawa                           | The Natsuyasumi Band | 5:15       |
| 15.   | «Spear (яп. スペア, Supea)»                                             | Moto Kawabe     | mitsume                            | mitsume              | 4:57       |
| 16.   | «Sonny Boy Rhapsody (яп. サニーボーイ・ラプソディ, Sanī Bōi・Rapusodi)» | toe             | toe                                | toe                  | 4:05       |
| 17.   | «Lune»                                                                  |                 | Conisch                            | Conisch              | 1:45       |
| 18.   | «Jugement»                                                              |                 | Conisch                            | Conisch              | 1:39       |
| 19.   | «Tour»                                                                  |                 | Conisch                            | Conisch              | 3:18       |
| 20.   | «Soleil»                                                                |                 | Conisch                            | Conisch              | 2:36       |
| 21.   | «Tabidachi no Hi ni (яп. 旅立ちの日に)»                                 |                 | Hiromi Sakamoto                    | Conisch              | 4:54       |
| 75:39 |                                                                         |                 |                                    |                      |            |

## Теми
Sonny Boy відомий своїм метафоричним і символічним використанням надприродних елементів для соціальних коментарів, і як каталізаторів конфліктів між персонажами, що стосуються таких тем, як відчуження, самотність, соціальні очікування, свобода та ідентичність. Режисер Шінґо Нацуме заявив в інтерв'ю, що однією з його головних цілей було показати протиріччя між підтриманням порядку та індивідуальною свободою: «Історія натхненна нелогічністю, яка може прорости через правила». Він також пояснює символіку, використану в серіалі, і те, як ці елементи відображають психологію та розвиток головних героїв. Він вважає, що Наґара віддзеркалює його почуття в підлітковому віці, відображаючи те, як він завжди був скутий в той час. Девід Лінн з Collider коментує, що шоу «звертається до тем капіталістичної експлуатації, соціальної ізоляції та сили спільноти», постійно представляючи багато різних філософських тем, і «не стільки відповідаючи на питання, скільки ставлячи їх, а потім розмірковуючи над ними».
У своїй дипломній роботі Іноуе (2023) аналізує два аніме з мультивсесвітом — The Tatami Galaxy та Sonny Boy, порівнюючи їх і коментуючи, як вони досліджують досвід японських підлітків, що зростають у сучасному суспільстві своєї країни. Він стверджує, що Sonny Boy відображає прагнення людей до підтримання порядку, особливо в часи кризи. У першому епізоді лідери шкільної учнівської ради надсилають решті учнів запрошення на «Групову розмову», пропонуючи їм обрати лідера для наслідування, а потім розподіляють завдання для кожного з метою підтримання порядку, що перегукується з жорсткою структурою японської шкільної системи, де від учнів очікується насамперед дотримання правил, щоб не створювати проблем і не відхилятися від норми:11-13. Він також коментує розвиток головного героя Наґари протягом серіалу, вважаючи це головним меседжем шоу: він починає як апатичний індивід з дуже нігілістичним поглядом на життя, але згодом змінює своє ставлення на більш оптимістичне завдяки взаємодії з Нодзомі, яка з самого початку має більш позитивний настрій, що символічно відображається в її суперсилі, «компасі», який дозволяє їй «бачити вихід» з темряви, що оточує школу, щоб повернутися додому:7-9.

## Сприйняття

### Критичні відгуки
Sonny Boy отримав схвальні відгуки, будучи названим одним з найкращих аніме свого сезону та свого року, і був відзначений як особливо оригінальний у жанрі ісекай. Марія Ремізова з CBR вважає серіал найкращим сучасним аніме, пропущеним глядачами, пишучи, що він «втілює привабливість більш химерної та експериментальної сторони аніме, використовуючи нетрадиційні сюжетні та візуальні техніки для створення досконалої таємничої оповіді», і далі пояснюючи, що, хоча спочатку історія заплутує, вона розкривається в міру свого розвитку. Еван Д. Маллікейн з Screen Rant припускає, що Sonny Boy є деконструкцією головної теми ісекай, пишучи, що «На відміну від інших ісекаїв, де часто характерні веселощі, світ Sonny Boy тримає своїх персонажів у полоні і заважає їм рости», таким чином критикуючи ескапізм, який постійно присутній у цьому жанрі. У виданні Den of Geek Вернієда Вергара коментує нестандартний сюжет аніме, зазначаючи, що серіал не пропонує чітких відповідей на всі загадки, з якими стикаються герої, і хоча це може відштовхнути деяких людей, він пропонує «щось свіже та унікальне», що контрастує з більш прямолінійними мейнстрімними аніме-блокбастерами, які вийшли в тому ж році. Девід Лінн з Collider коментує, що хоча можна провести деякі початкові паралелі з «Володарем мух», серіал «виходить далеко за межі простих порівнянь зі своїми натхненниками», торкаючись багатьох різних соціальних і філософських тем, і «в кінцевому підсумку змушує своїх героїв замислитися над самою метою життя». Лінн також зазначає, що хоча нетрадиційний наратив може декого відштовхнути, серіал все одно пропонує переконливі історії, не впадаючи при цьому в «зневірений нігілізм».
Sonny Boy отримав високу оцінку за оригінальну режисуру, що вирізняється стилем анімації, який дуже виділяється, і сюрреалістичними візуальними елементами. Лінн високо оцінює те, як анімаційна робота допомагає підкреслити потойбічну атмосферу серіалу, називаючи шоу «яскравим прикладом для режисури, які можуть бути відтворені тільки в анімації». Маллікейн назвав його «одним з найкрасивіших аніме за останні кілька років», високо оцінивши те, як анімація допомагає розповісти «глибоко особисту історію». Айян Шамс Сіддікі з The Daily Star коментує «захоплюючі візуальні ефекти, мистецтво та анімацію», які він вважає «більш реалістичними та сюрреалістичними, ніж більшість сучасних аніме», а також хвалить використання «ексцентричного саундтреку», що перемежовується з тишею.

### Відзнаки
Sonny Boy отримав нагороду за досконалість в категорії анімації на 25-му Японському фестивалі медіа-мистецтв. Серіал був номінований у двох категоріях на премію Crunchyroll Anime Awards 2022: «Аніме року» та «Режисер року». Серіал також був номінований на премію Anime Trending Awards у чотирьох категоріях: «Найкращий оригінальний сценарій», «Найкращі декорації та візуальні ефекти», «Містичне або психологічне аніме року» та «Науково-фантастичне або меха-аніме року».